# Ordre du Phénix auspicieux
L’ordre du Phénix auspicieux (en coréen : 서봉장, chinois : 瑞鳳章) est un ordre de l'empire de Corée, il a été institué par Kojong (ou Sunjong)[réf. nécessaire] par décret en date du 30 mars 1904, et est décerné aux femmes du cercle impérial.
L'équivalent japonais est l'ordre de la Couronne sacré.

## Histoire

### Création
L'ordre a été créé par décret du 30 mars 1904,. Le 19 septembre 1905 (la 9e année de Kojong), une ordonnance a été publiée pour conférer les titres aux femmes. Il a été promulgué le 30 mars 1907 (la 11e année de Kwangmu) avec la révision de l'« Ordonnance sur les décorations » par le décret impérial no 20.

### Symbole
Le nom et la signification de la médaille ont été tirés du phénix-gwan (禮裝鳳凰冠), une décoration de cérémonie royale traditionnelle.

### Disparition
L'ordre s'est éteint avec l'annexion de la Corée par le Japon et la fin de l'empire de Corée le 29 août 1910.

### Autre
Cet ordre est le pendant coréen de l'ordre japonais de la Couronne sacré.

## Nomination
Cet ordre est décerné aux femmes de la court impériale interne (Naemyeongbu) et externe (Oemyeongbu), qui ont fait preuve d'une vertu exceptionnelle et d'un mérite particulier. Le nom et la signification de la médaille ont été tirés du phénix-gwan (禮裝鳳凰冠), une décoration de cérémonie royale traditionnelle.

## Ordre de préséance
L'ordre du Phénix auspicieux est inférieur à l'ordre de Palgwae et supérieur à l'ordre du Faucon pourpre.

## Récipiendaires
L'ordre est décerné aux femmes du cercle impérial,,

## Apparence

### 1ère classe

#### Médaille suspendue
La médaille représente un phénix.

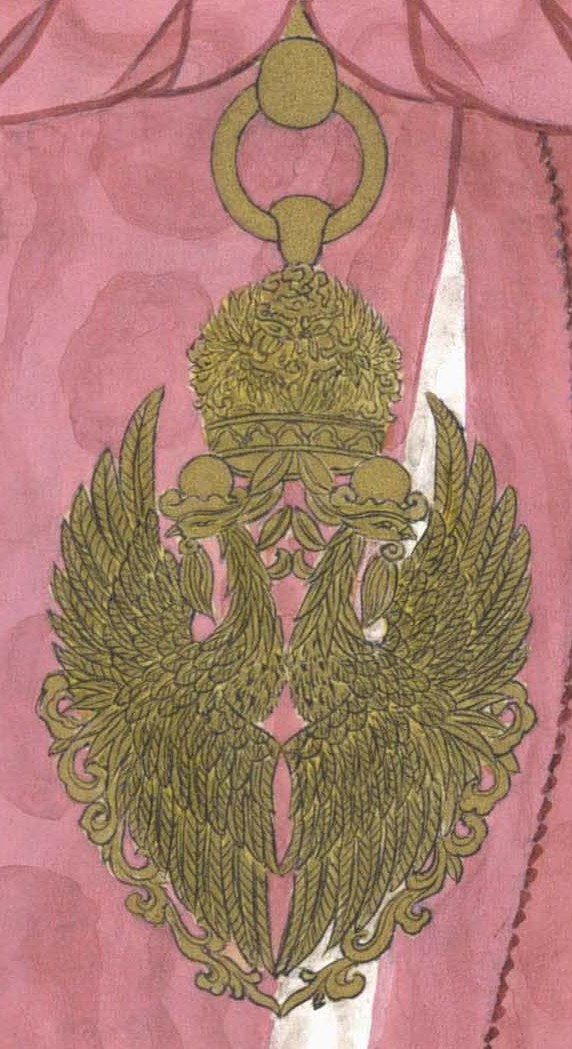
Médaille suspendue de l'ordre, avers
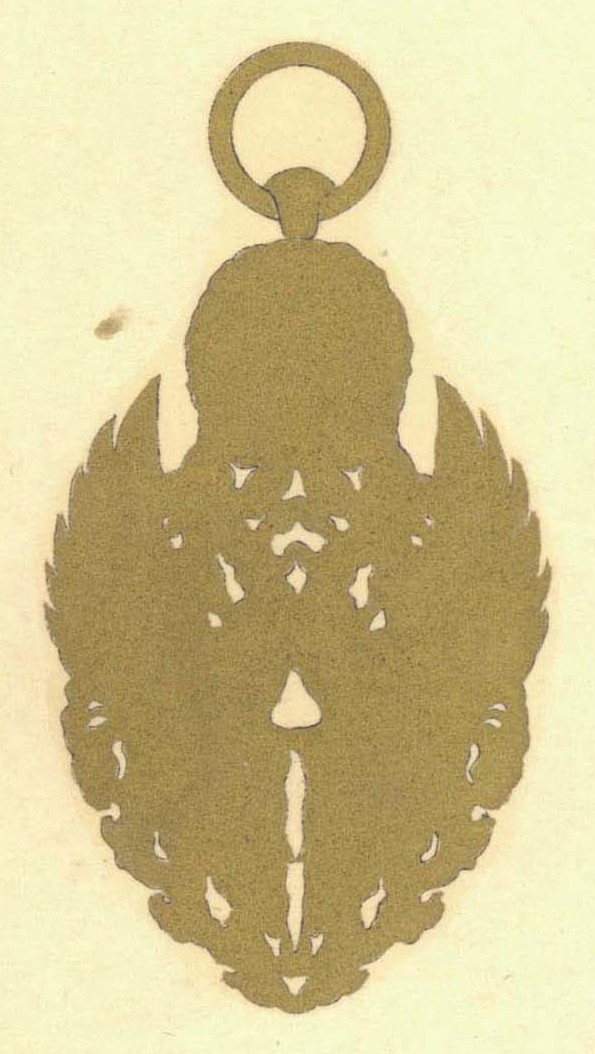
Médaille suspendue de l'ordre, revers

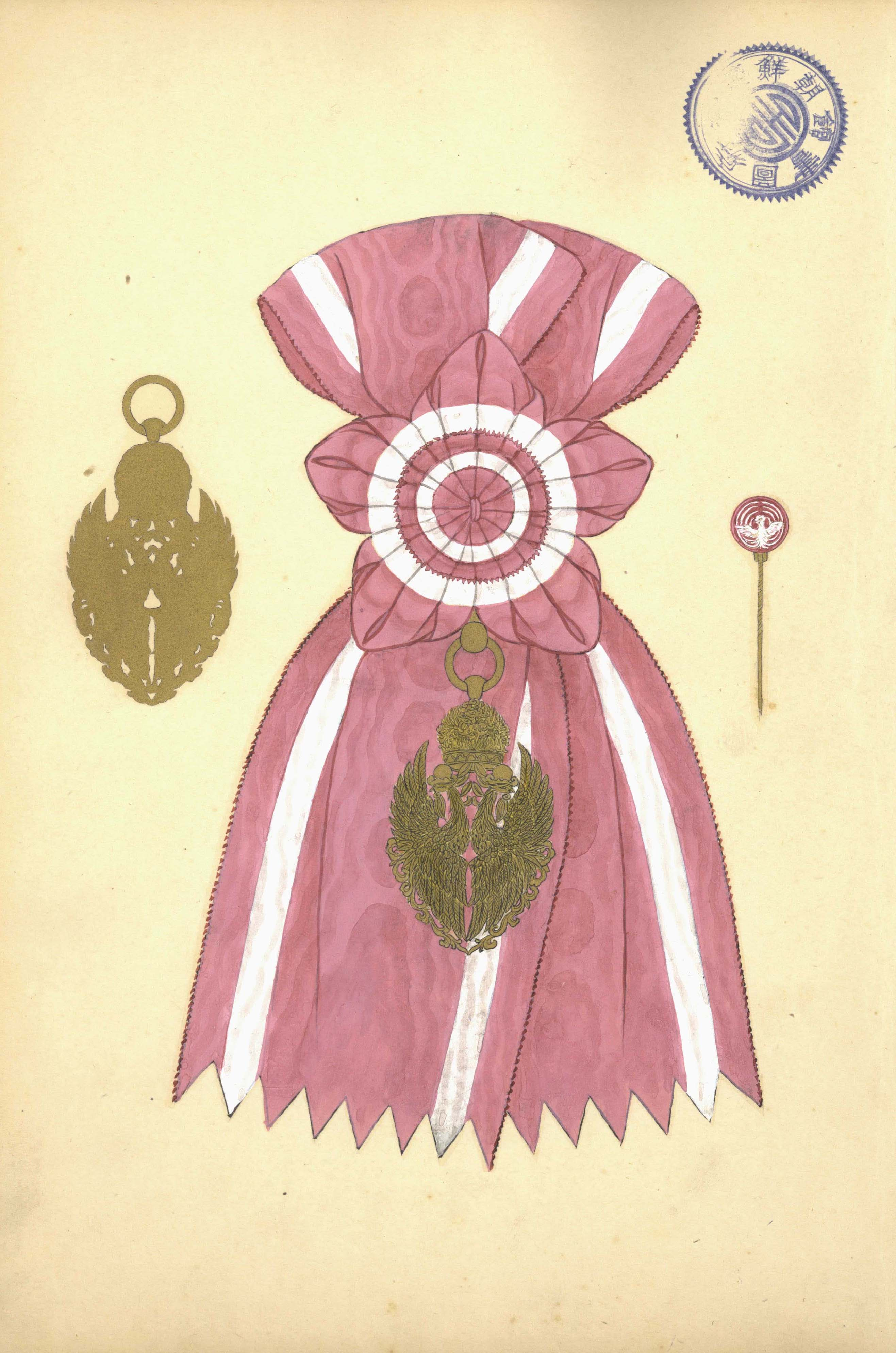
Écharpe en soie moirée
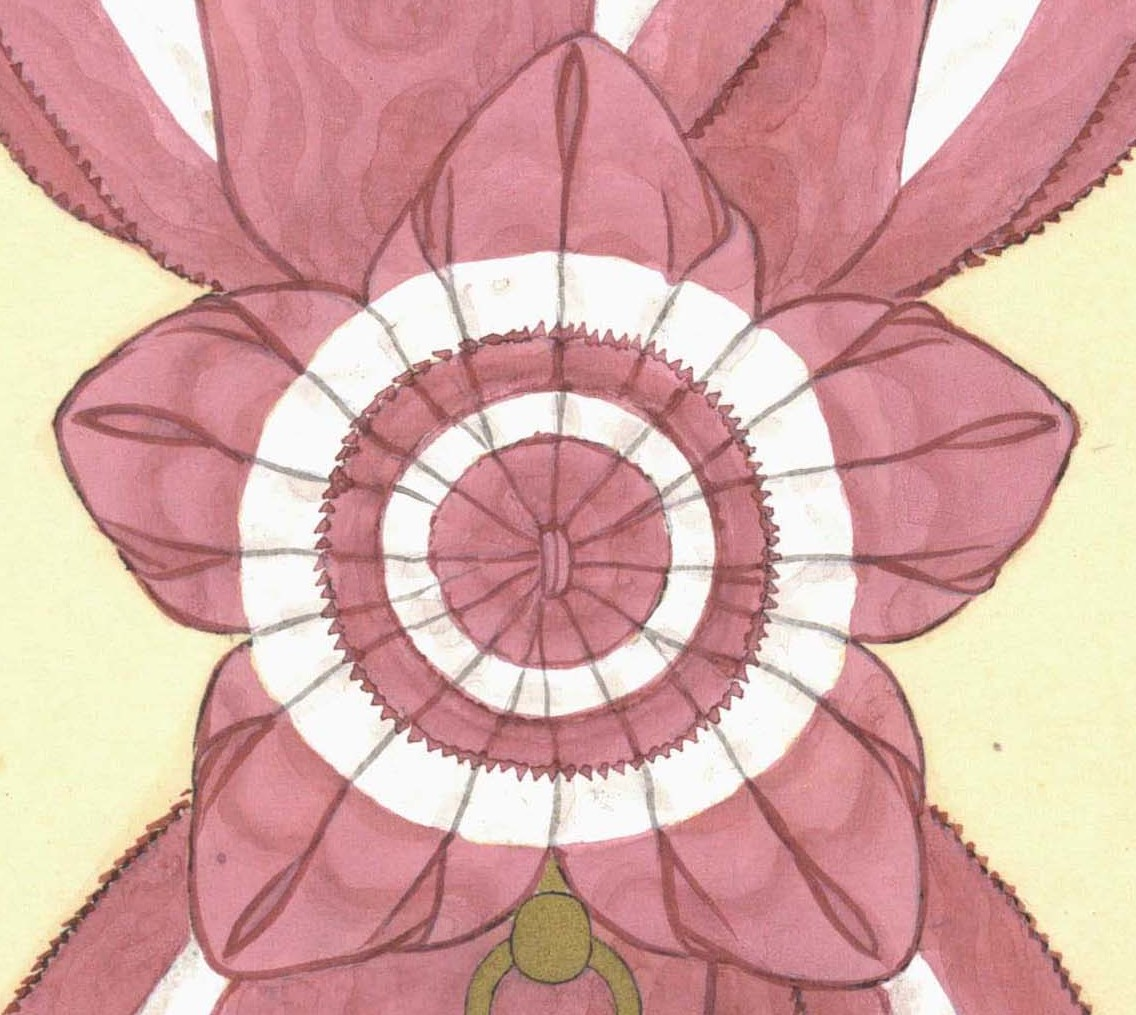
Rosette de l'écharpe de l'ordre
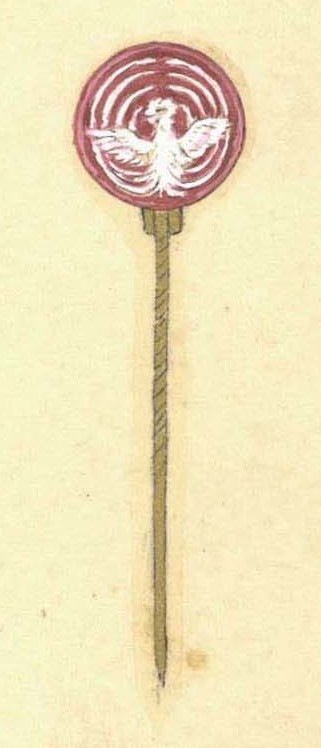
Retour de boutonnière de l'ordre
Ruban de l'ordre

#### Écharpe
L'écharpe mesure 80mm de largeur, de couleur rose, avec deux bandes blanches de 8mm situé à 9mm de chaque côté.

### 2ème classe

#### Médaille en plaque

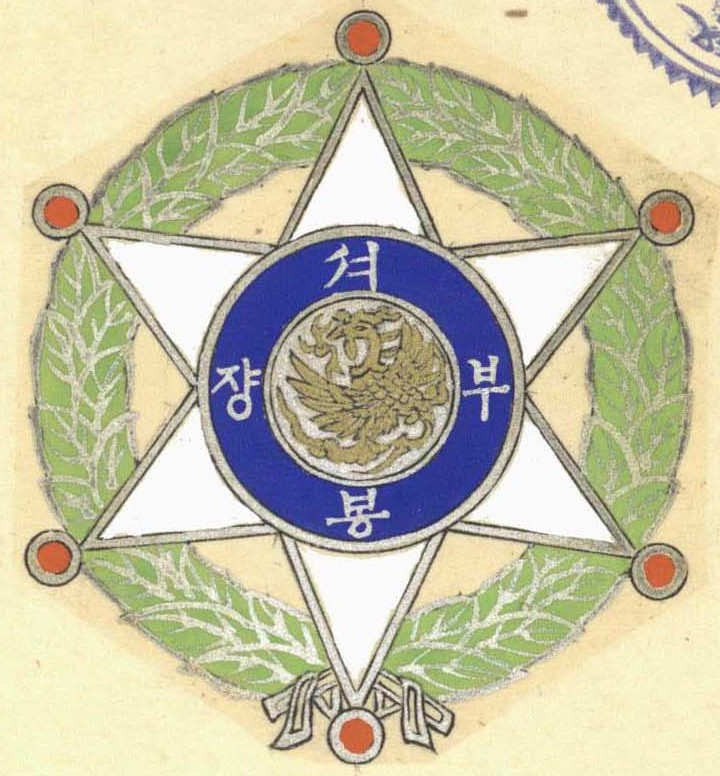
Médaille en plaque de l'ordre, 2ème classe, avers
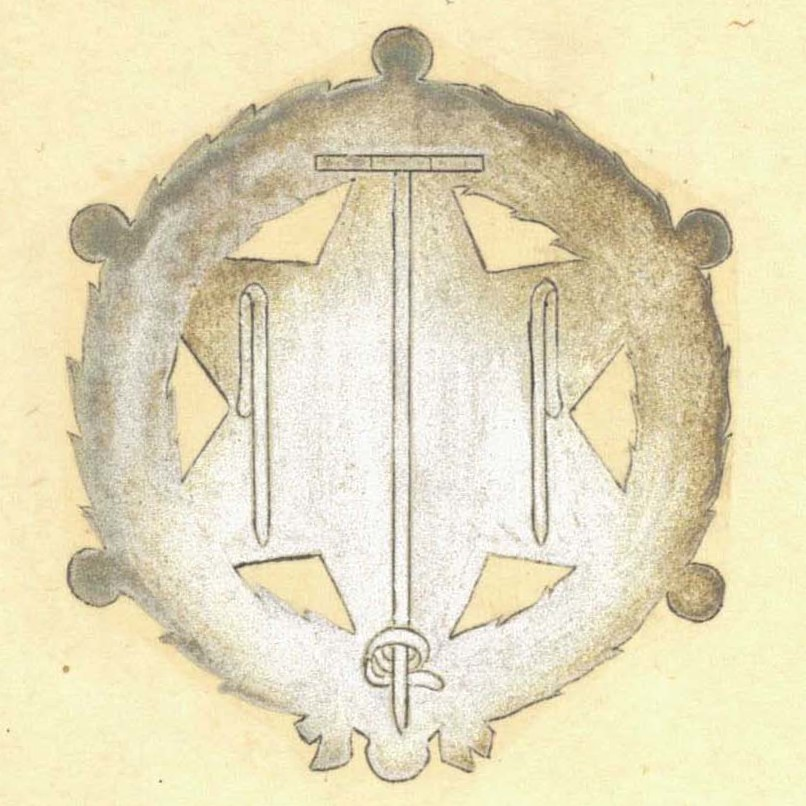
Médaille en plaque de l'ordre, 2ème classe, revers

### 3ème classe

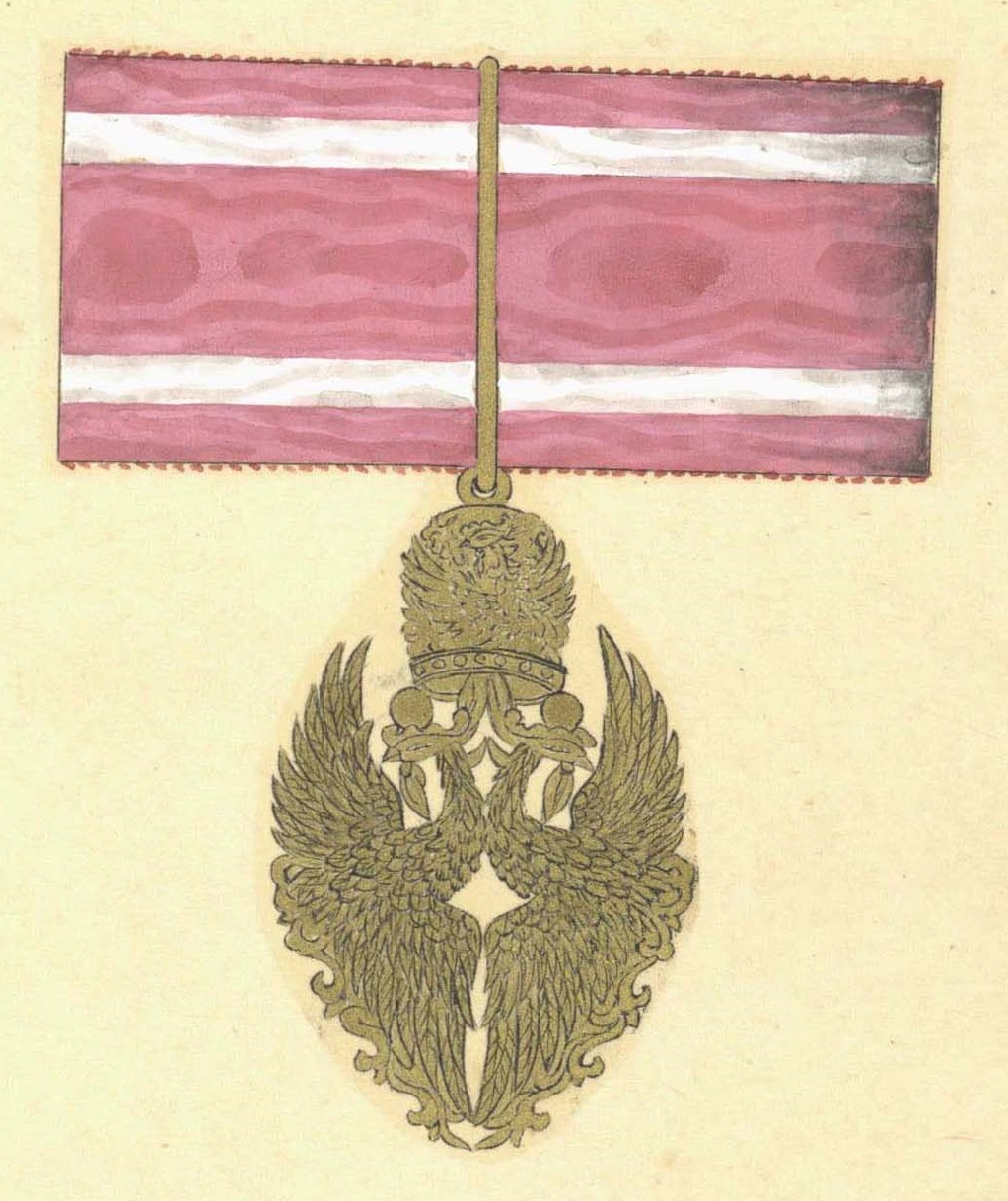
Médaille 4ème classe, avers
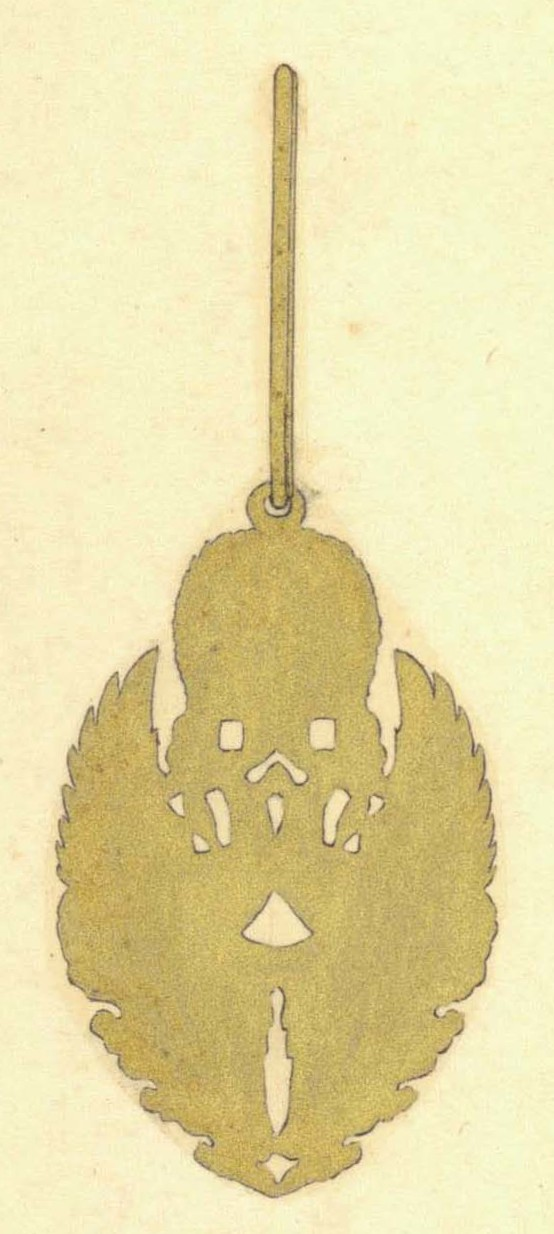
Médaille 4ème classe, revers

### 4ème classe

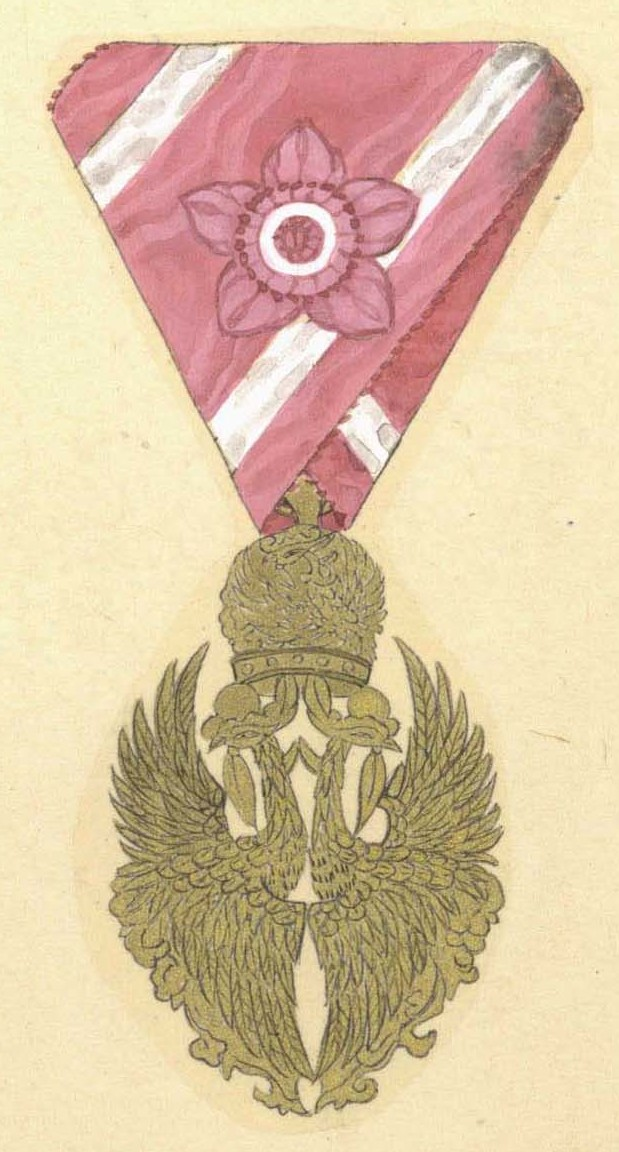
Médaille 4ème classe, avers
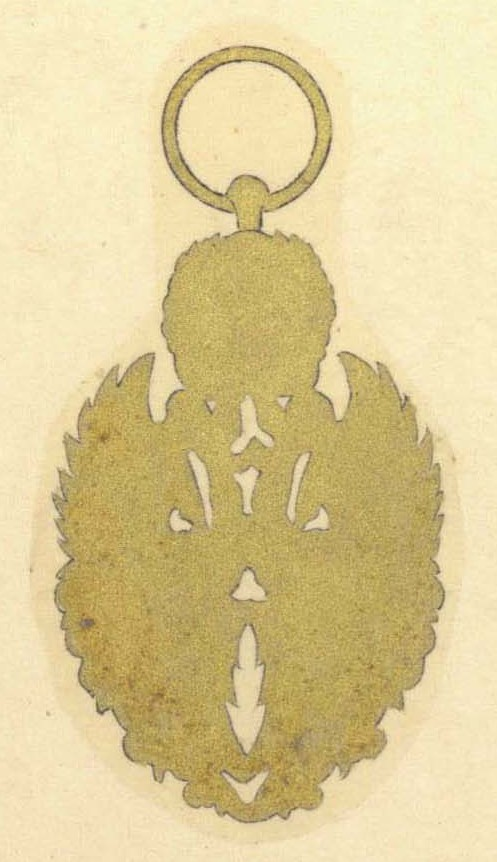
Médaille 4ème classe, revers

### 5ème classe

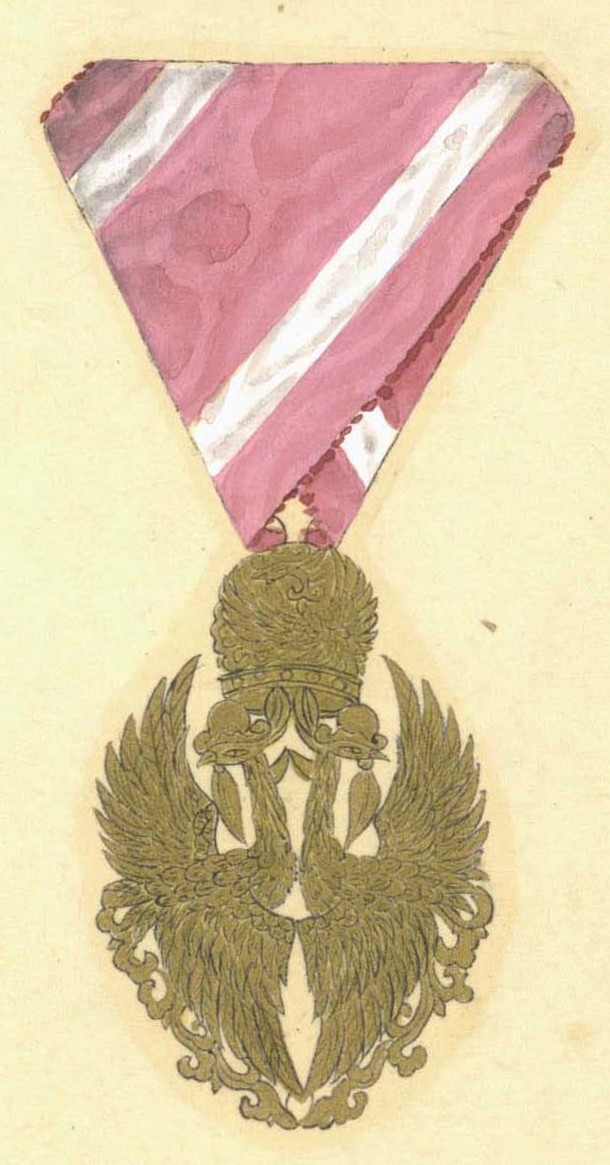
Médaille 4ème classe, avers
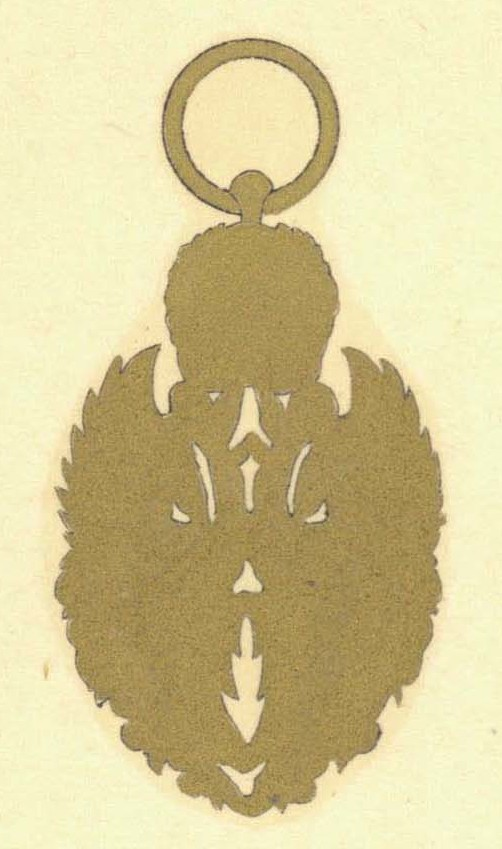
Médaille 4ème classe, revers

### 6ème classe

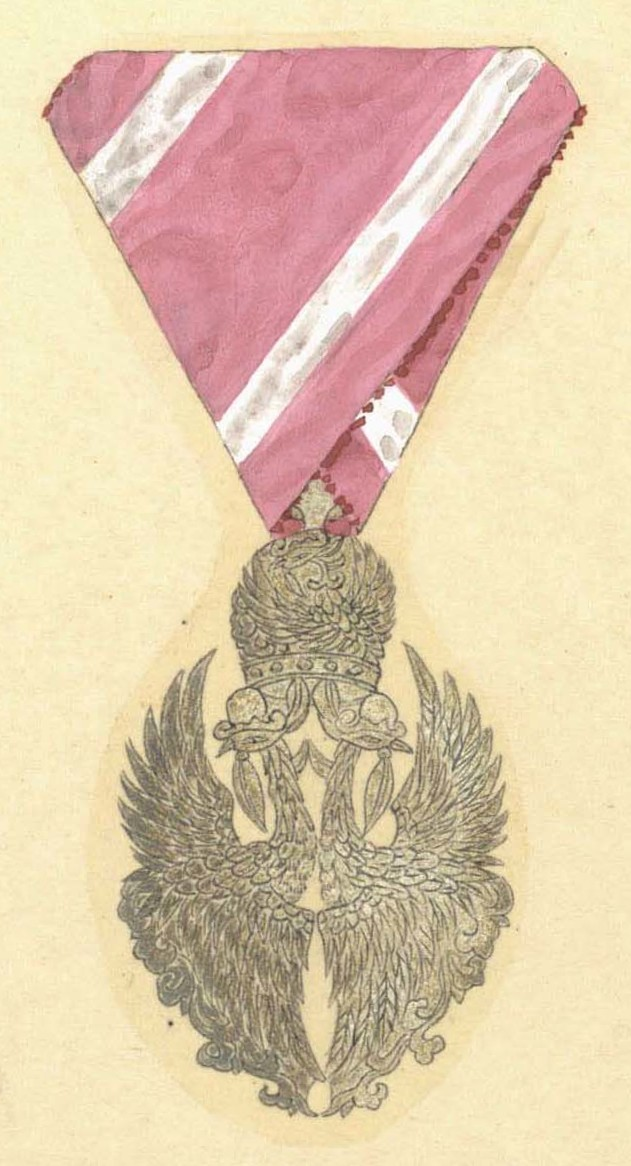
Médaille 4ème classe, avers
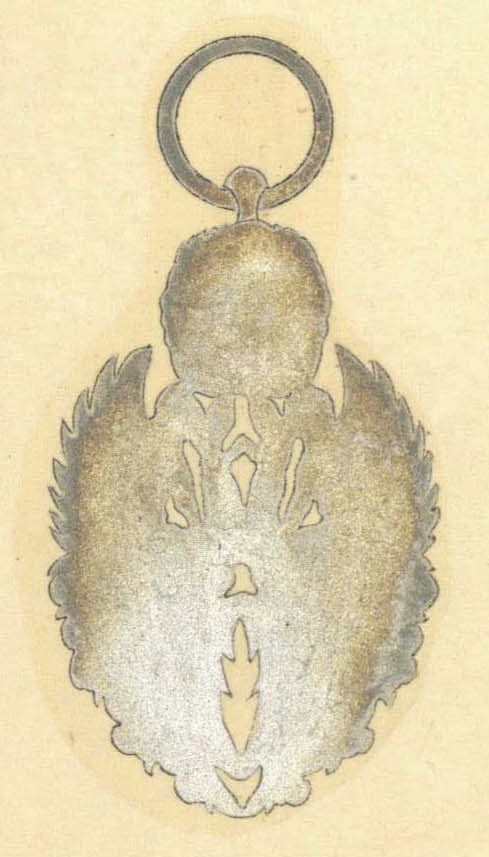
Médaille 4ème classe, revers

## Grades
L'ordre compte 6 classes.
- Grand cordon (勳功壹等)
- 2e classe (勳功貳等)
- 3e classe (勳功叄等)
- 4e classe (勳功四等)
- 5e classe (勳功五等)
- 6e classe (勳功六等)